# Halte Duistervoorde
Duistervoorde is een voormalige halte in Duistervoorde aan de spoorlijn Apeldoorn - Deventer en lag tussen de huidige stations Apeldoorn Osseveld en Twello. De halte was geopend van 21 november 1887 tot 1911.